# Grammochesias
Grammochesias là một chi bướm đêm thuộc họ Geometridae.